# Angélica (nombre)
"Su significado es "Nacida y protegida por Dios" o "Tan bella como un ser de luz." Este nombre hace referencia a Nuestra Señora de Los Ángeles

## Santoral
Este nombre es una referencia a la advocación mariana de  Nuestra Señora de los Ángeles, al igual que los nombres, Ángeles, Ángela, Angelina, Angelita y Porciúncula, por lo que su onomástico se celebra el día 2 de agosto

## Variantes
- Masculino: Angélico y Angel
- femenino: Angy y Angie

### Variantes en otros idiomas
| Variantes en otras lenguas | Variantes en otras lenguas |
| -------------------------- | -------------------------- |
| Español                    | Angélica                   |
| Alemán                     | Angelika                   |
| Catalán                    | Angèlica                   |
| Checo                      | Angelika                   |
| Danés                      | Angelica                   |
| Francés                    | Angélique                  |
| Gallego                    | Anxélica                   |
| Holandés                   | Angelika                   |
| Húngaro                    | Angelika                   |
| Inglés                     | Angelica                   |
| Islandés                   | Angelika                   |
| Italiano                   | Angelica                   |
| Latín                      | Angelica                   |
| Noruego                    | Angelica                   |
| Polaco                     | Andzelika                  |
| Portugués                  | Angélica                   |
| Ruso                       | Ангелика (Angelika)        |
| Sardo                      | Angelìca                   |
| Sueco                      | Angelika                   |
| Turco                      | Melek,Melekotu.            |

## Personajes célebres
- Angélica Aragón, actriz mexicana.
- Angélica Gorodischer, escritora argentina.
- Angelica Kauffmann, pintora suizo-austriaca.
- Angélica Liddell, dramaturga y actriz española.
- Angélica María, actriz y cantante mexicana.
- Angélica Palma, escritora y periodista peruana.
- Angélica Rivera, actriz, cantante y ex Primera Dama de México.
- Angélica Vale, actriz, cantante y comediante mexicana. Hija de Angélica María
- Angelica Schuyler Church, socialité estadounidense.

## Lugares
- Angélica (Castellanos)